# Pseudactinia melanaster
Pseudactinia melanaster är en havsanemonart som först beskrevs av Addison Emery Verrill 1901.  Pseudactinia melanaster ingår i släktet Pseudactinia och familjen Actiniidae. Inga underarter finns listade i Catalogue of Life.